# Rhamphomyia ampla
Rhamphomyia ampla är en tvåvingeart som beskrevs av Frey 1952. Rhamphomyia ampla ingår i släktet Rhamphomyia och familjen dansflugor. Inga underarter finns listade i Catalogue of Life.